# 일본 침몰
일본 침몰(일본어: 日本沈没, にほんちんぼつ, にっぽんちんぼつ 니혼친보쓰, 닛폰친보쓰[*])은 1973년에 고마쓰 사쿄가 집필한 일본의 SF 소설이다. 이 소설을 원작으로 한 영화, 텔레비전 드라마, 라디오 드라마, 만화도 같은 제목으로 만들어졌다. 영화는 1973년과 2006년에, 라디오 드라마는 1973년과 1980년에 TV 드라마는 1974년과 2021년에 웹 애니메이션은 2020년에 만들어졌다.

## 소설
1964년부터 집필이 개시되어 9년이 걸려 완성되었다. 당초 여러 권으로 출간될 예정이었던 장편을 출판사의 요청으로 줄여서 상하권으로 했다.
1973년에 고분샤 카파 신서판 소설 신작으로 상하 2권이 동시 간행되었다. 당초에는 삼만 부씩 발행하려 했지만, 판 수를 거듭할 때마다 출판 수가 증가해 상권 204만 부, 하권 181만 부로 합계 385만 부까지 발행해서 '공전의 대 베스트셀러'라고도 평가되었다. 고마쓰는 1억 2000만 엔의 수입을 얻고, 문단 부자 순위 5위에 등극하였다. 1974년에는 제 27회 일본 추리 작가 협회상을 수상하였고, 제 5회 세이운상 일본 장편 부문을 수상하였다.
베스트셀러가 되어 고마쓰의 지명도는 상승했고, 일본 내에서는 SF 소설의 인지도가 높아졌다. 베스트셀러가 된 배경에는 고도의 경제 성장과 관련이 있고, 1970년의 오사카 만박으로 대표되는 장미빛 미래 붐의 안티테제로서 등장한 것의 충격에 더해, 1973년의 광란의 물가라고도 불린 인플레이션, 오일 쇼크 등의 사회 불안이 있었다. 그러한 풍조에서 노스트라다무스 붐, 종말 붐, 초능력 붐의 단서로서 불리는 일도 많다.
1976년에는 마이클 갤러거(Michael Gallagher)의 번역으로 미국에서 'JAPAN SINKS'라는 제목으로 출판되었다.
일본 침몰은 일본인이지만 모국을 잃어 방랑의 민족이 되면 어떻게 될까를 주제로 하며, 사실 지구과학 내용에 대한 작가의 관심은 약간 뒷전이었다. 그러나 이 작품에 표현된 것이 당시 겨우 인지되기 시작하고 있었던 판 구조론이여서, 이 작품은 그 분야를 넓게 소개하는 역할도 했다. 작품에 대한 리뷰는 이 분야에 관한 한 석사 논문에 해당한다는 소리도 있었을 정도이다.
난민이 되어 세계로 퍼진 일본인을 그리는 제 2부도 기획 중(가제는 "일본 표류")이나 하권의 마지막에'제 1부 완'이라고 표시되었다. 하권 발간 후 2권은 오랫동안 집필되지 않았다.

### 줄거리
지구 물리학 전공인 다도코로 유스케 박사는 지진의 관측 데이터로부터 일본 열도에 이변이 일어나고 있는 것을 직감하고는 조사에 나선다. 잠수정 조종사 오노데라 도시오, 조수 유키나가 노부히코 조교수와 함께 오가사와라 근방 일본 해구에 깊숙히 들어간 다도코로는 해저에서 기묘한 균열과 난니류를 발견한다. 이변을 확신한 다도코로는 데이터를 계속 모아 하나의 결론에 이른다. 그것은 '일본 열도는 최악의 경우 2년 이내에 지각변동과 육지의 대부분이 해면 아래로 침강한다'는 것이었다.
처음은 반신반의했던 정부도 일본국민과 자산을 해외에 탈출시키는 'D계획'을 입안·발동한다. 그러나 사태의 추이는 다도코로의 당초 예상을 넘은 속도로 진행되고 있었다. 각지에서 거대 지진이 잇따라, 거의 움직임이 없었던 휴화산까지 활동을 시작한다. 정예 스태프들이 필사적인 몸부림으로 D계획을 수행하며 국민들을 잇달아 해외 피난시킨다. 한편, 일부러 국내에 머물러 일본 열도와 운명을 같이 하는 길을 선택하는 사람들도 있었다.
시코쿠를 시작으로 차례차례 열도는 바다 속에 잠겨, 마지막에는 북쪽 간토 지구의 수몰을 끝으로 일본 열도는 완전하게 소멸한다. 그리고 난 뒤는 일본필여도는 다 상황에 따랐지만, 어디까지나 가까운 미래의 사건이라는 설정을 위해서 집필 당시에는 아직 완성하지 않았던 시설 중 몇 개인가가 이미 가동하고 있는 것으로 하여 이야기가 진행된다(신도쿄 국제공항·세이칸 터널·간사이 국제공항 등). 또, 부상식 리니어를 이용하는 제 2도카이도 신칸센과 같이 현재에도 구상 단계(혹은 중단된)인 것들이 착공되었다는 예도 있었다.
또한 일본이 침몰한 것은 일본의 인구가 감소한 다음 해라는 설정도 있었으며, 기이하게도 현실에서는 리메이크 영화판이 공개되었던 2006년에 해당했다(다만, 소설판에서는 전년에 도쿄 대지진이 일어났기 때문에 재해의 영향에 의한 것인지는 알 수 없음).

## 실현되지 않은 영화 구성안

### '속일본 침몰'의 기획
1973년 말 석간지에 도호의 다음 해 이후의 대작 라인업의 광고가 나왔을 때 "에스파이", "노스트라다무스 대예언" 등과 함께 발표되었다. 제작 전인 각 작품에 '추첨으로 50명을 시사회에 초대'라고까지 고지되었다. 감독과 특기 감독에는 전작과 같은 모리타니 시로와 나카노 데루요시를 기용하였다. 타이틀 옆에 붙었던 캐치 카피는 '조국을 잃은 일본인은 세계사로부터 말살되는가?'였다. 플롯으로서는 제네바에서 재회하는 오노데라와 레이코, 난민이 된 일본인의 수난, 일본 정부의 자금과 국토 조달 활동 등이 그려진다고 했지만, 제작 기획은 사라지고 환상의 기획이 되었다.

### '일본 침몰 1999'의 기획
쇼치쿠가 1999년 12월부터 공개하는 2000년의 1월 영화로서 '일본 침몰 1999'의 제작 발표를 1998년 9월 30일에 긴자 도큐 호텔에서 했다. 감독은 오모리 가즈키를 기용했다. 오모리와 고마쓰는 둘 다 1995년의 한신·아와지 대지진의 이재민이기도 해, 그 경험을 살리려고 한신·아와지 대지진 당시 젊은이들의 자원봉사 활동이나 인터넷상의 동향을 포함시키려고 애썼으며 고마쓰도 젊은 세대의 묘사에 기대를 걸었다. 영상 면에서도 스펙타클한 장면에 CG를 활용하기로 방침을 세웠다. 미쓰요시 슌지, 오하라 신이치 등의 스태프의 이름이 올랐다. 총 제작비 12억 엔, 배급 수입 목표 30억 엔의 대작이 될 예정이었지만, 당시 실적이 부진했던 쇼치쿠는 제작비를 조달하지 못하고, 1999년 3월 5일의 쇼치쿠 사장의 기자 회견에서 '검토 중'이라고 답해 사실상의 제작 중지가 분명해졌다. 결국, 2000년 쇼치쿠의 1월 영화로는 오시마 나기사의 '고하토'가 공개되었다.

## 소설 '일본 침몰 제 2부'
소설의 속편인 '일본 침몰 제 2부'가 2006년의 재영화화에 맞추어 다니 고슈와의 공저 형태로 2006년 7월에 출판되었다.

### 집필 배경
텔레비전에서의 대담에서 속편의 구상에 대한 질문을 받은 고마쓰는 "일본 침몰 시 대량으로 발생한 화산재 때문에 지구 전체가 한랭화하여 지구 규모의 식량이 부족하게 된다. 그러한 상황에서 세계 각지에 흩어진 일본 민족이 어떻게 될까를 생각하고 있었지만, 요즈음의 화산의 분화에 수반하는 같은 상황의 출현 등, 너무나 현실적인 테마가 되어 이야기가 진행되지 않고 있다"라는 취지의 답변을 하고 있어, 제 2부에서는 '지구 한랭화'가 '일본인의 장래'와 함께 중요한 주제로 되어 있다. 후에 고마쓰와 그를 그리워하는 젊은 SF작가(다니, 모리시타 가쓰히토 등)를 중심으로 '일본 침몰'의 속편을 집필하는 프로젝트를 시작하였고, 침몰 후에 남겨진 일본인과 지구의 운명에 대해 논의를 주고 받으며 고마쓰의 요청으로 기본적인 플롯을 모을 수 있었다. 하지만 고마쓰가 이미 노령이여서 실제의 집필은 침몰 후의 일본인이 활약할 무대인 아시아 지역에서 오랫동안 생활했던 다니가 담당했다.

### '제 2부' 이후의 전개
제 3부에 대한 구상도 있다. 2006년에 라디오 프로그램 '산토리 새터데이 웨이팅 바'에 고마쓰가 출연했을 때 "제 3부도 만든다고 하면, 제 2부에서 살고 있었던 일본인은 이젠 우주까지 갈 수 밖에 없다. 우주에 메가 플로트를 만들까 하고 다니와 이야기하고 있다"라는 취지의 발언을 했다.

## 패러디
- 일본 이외 전부침몰

쓰쓰이 야스타카 작의 패러디 소설이다. 일본 침몰이 제 5회 세이운상(일본 장편 부문)을 수상한 것과 동시에 제 5회 세이운상(일본 단편 부문)을 수상. 2006년의 '일본 침몰'의 공개에 편승하는 형태로 영화화가 발표되었다. 초대 영화판과 텔레비전 드라마판에서 각각 오노데라 역을 연기한 후지오카 히로시, 무라노 다케노리가 출연해 화제가 되었다. 덧붙여 이쪽 영화판의 다도코로 박사 역은 데라다 미노리로, 데라다는 리메이크판 '일본 침몰'에서도 출연의 오퍼를 받고 있었다고 하지만 결국 이쪽을 선택했다. 또, 2006년판에 출연한 마쓰오 다카시가 기상 예보사 모리타 요시즈미 역으로 이쪽에도 출연하고 있다. 덧붙여 이 작품에는 고마쓰가 공인(보증 문서)을 주었다.
- 일본 표류

작가 본인에 의한 자기 패러디. 마쓰시로 군발지진을 조사하던 중 천공을 실시했는데, 어쩐지 부드러운 것과 맞닥뜨렸고, 동시에 격한 지진이 일본 열도 모든 것을 덮쳐, 직후에 일본 열도는 남쪽을 향해 표류하기 시작한다. 지하에 메기가 있다는 것은 사실로, 일본 열도 아래에는 너무나 거대한 한 마리의 메기와 같은 괴물이 있었다는 이야기.
- 일본 고향침몰

2006년 영화판 공개에 맞춰서 나왔으며 도쿠마 서점이 간행된 패러디 만화집. '(작가들의)고향이 침몰하면?'이라는 컨셉으로 쓰였으며('당지'만이 침몰, 또는 잔존한다고 하는 경우도 있다), 쓰루타 겐지나 아즈마 히데오 등 SF 팬에게는 친밀감 있는 작가부터 이시이 히사이치까지 집필자의 범위가 폭넓은 것도 특징이다.
- SMAP×SMAP

간사이 테레비 방송, 후지 테레비에서 방송한 버라이어티 프로그램. 2006년판의 주연인 구사나기 쓰요시가 출연하고 있어서 이 영화의 패러디인 콩트 '일본 함몰'이 방송되었다.
- 개구리 중사 케로로

텔레비전 애니메이션. '휴가가 침몰'라는 제목으로, 지하 기지 연말 확장 공사 도중 지반이 하필 휴가 시기에 침강해 버린다는 이야기.
- 도라에몽

만화. '세계 침몰'이라는 제목으로, 쇼가쿠칸 코믹스판의 단행본에서는 4권에 수록. 노비타가 12시간 후에 일어나는 현실을 도라에몽의 도구로 봤더니 온 세상에서 큰 비가 내려 세계가 침몰한다고 말하는 내용. 사실 노비타가 본 것은 밤에 자신이 꾸게 되는 꿈이었으며 실제로 세계가 가라앉는 일은 없었다.
- 임금님은 로바~허세 제국의 역습~

개그 만화. 제목은 '일본 조금 침몰', 몇 차례에 걸쳐 연재되고 있었다. 국지적인 지반 침하에 의해 일본이 80 cm만 침몰(침수)했다고 하는 설정으로, 그 환경에서 사는 사람들의 생활을 그린 작품.
- 신비한 바다의 나디아

텔레비전 애니메이션. 제 21화 '안녕···노틸러스 호'에서 노틸러스 호가 격침되는 해구의 이름이 '케르마디크 해구'. 제 31화 '안녕히 레드 노아'에서의 설명이 1973년판 영화의 다도코로 교수의 설명의 패러디. 제 31화에는 그 밖에도 섬세한 패러디가 존재. 덧붙여 제 21화의 그림 콘티 및 제 31화의 감독은 2006년판의 감독을 한 히구치 신지.
- 일본 침몰 2020

넷플릭스 오리지널로 나온 2020년판 일본 침몰.

## 등장인물
오노데라 토시오 (小野寺俊夫)
심해 잠수정의 조종자 잠수부와 해기사의 자격을 가지고 있다. 처음에는 해저개발 KK에 근무했으나 후에 D-1 계획에 빼어들게 된다(신분적으로는 임시 고용). 전후 출생으로 출세나 조직이 속하는 일, 국가에 대해서도 흥미가 없고 순수하게 바다를 좋아해 잠수정을 조종하고 있으며 그 성격을 타처에 재빨리 간파되어 해양 연구에서 본격적으로 힘을 빌려준다.
다도코로 유스케 (田所雄介)
지구물리학자의 박사로 작품중에는 '다도코로 박사'라고 불리는 경우가 많다. 에필로그의 시점에서 65세. 독신. 와카야마현 출신이며 괴상한 성격으로 알려졌다. 전 M대 객원교수.현재는 대학에 재직하지 않고 신흥종교 세계해양교단을 후원사로 삼아 개인연구소를 운영하고 있다. D-1 계획의 중심인물.오노데라처럼 출세에 관심이 없고 순수하게 자연과 물리, 일본열도를 연구하는 인물이다. '과학자에게 필요한 것은 직감'이 모토인데 일본 열도가 침몰할 것이라는 예감을 처음부터 하면서 과학적 증명을 하지 못해 고민했다.
미군이나 신흥종교의 자금을 지원받거나 공개석상에서 다른 연구자를 매도하는 등의 태도 때문에 일본 학계에서는 미움을 사고 있지만 해외에서의 평가는 높다. 사실 일본 침몰이 임박했음을 국민에게 넌지시 알리기 위해 와타리 나카타와 짜고 한 연극이었다.일본열도와 운명을 같이할 것을 다짐하며 끝까지 일본에 남는다. 1974년 TV판에서는 일본에 남다가 해외로 도피하게 된다. 특히 2006년 영화판에서는 젊게 설정되어 나온다.
유키나가 노부히코 (幸長信彦)
해양 지질학자. M대학의 조교수로 다도코로의 제.상식인으로 오노데라나 다도코로를 배려한다. 정치권에도 연줄을 맺고 논과 와타리 노인을 끌어들여 D-1 계획을 출범시켰으며 스스로도 멤버가 된다.타처를 지지하는 반면 스스로의 입장에 대한 불안을 느낀다. 다도코로가 폭행사건을 일으켜 체포된 후에는 실질적으로 D-1 계획의 책임자가 된다.
총리 (首相)
내각총리대신. 60대. 와타리 노인이 의원 무렵부터 조선 의옥 사건 등으로 도움을 받아 와타리의 힘으로 수상의 자리에 오른 인물로, 비상사태에 대해 결단이 강요되는 가운데 각오를 굳히고 D-2 계획을 추진하게 된다. 성(姓)은 오가타이지만, 작품 속에서는 오로지 '수상' 또는 '총리'라고 불리고 있다.
TV판에서는 다도코로 박사의 설득끝에 D2 계획을 실행하게 된다 후에 23화에서 전 국민에게 대피하라고 마지막에 명령을 내린다. 2006년판 영화에서는 중국으로 가는 도중 규슈상공에서 화산탄을 맞고 비행기가 추락하여 사망하게 된다.
아베 레이코 (阿部玲子)
작중의 여주인공의 한 사람대기업 재벌가의 따님으로 정략결혼을 목적으로 오노데라와 맞선을 보게 된다.해안에서 하룻밤을 같이 보내며 오노데라를 운명의 상대로 보고 결혼을 결심하지만 73년판 영화에서는 마나즈루 도로에서 행방불명되고 74년 TV판에서는 오노데라와 결혼후 일본에 남다가 해외로 도피하게 된다.
마이코 (마코) (麻耶子(マコ))
작중의 또 다른 여주인공。니시긴자 바의 「밀트」호스티스 요시무라의 소개로 오노데라를 알게 되었으며 심해 잠수에 순수하게 흥미를 가지고 있다.
후에 나가노현의 노리쿠라산 근처에서 산행중 심한 부상을 입었으며 우연히 오노데라를 만나 후에 해외로 도피하게 되었다.
와타리 노인 (渡老人)
「하코네의 노인」이라고 정치계에 소문이 나돈다. 정관재로 암약하는 배후 인물100세라는 최고령에도 불구하고 일종의 격한 정신력과 짧고 날카로운 질문을 쏟아내는 두뇌의 날카로움을 지녔다. 전쟁 전에는 만주사변 당시 활약하여, 직접이 아니더라도 많은 사람을 죽게 했다고 한다.전시에는 완전한 은둔생활을 하다가 전범이 되지 않은채로 넘겼고 전후 첫 15년 정도는 맹렬히 활동했지만 80세가 넘어서는 스스로 움직이지 않아 정치계의 거물로부터 조언과 알선, 조정의 주선을 부탁받았다. 평상시 계절에 제비가 둥지를 튼 채 돌아오지 않거나 식물 피는 방법의 사소한 이변에서 일본에서 이변이 일어나고 있음을 피부로 느끼고 있었다.타도코로의 과학적 직감을 믿고 총리를 치가사키의 자택으로 불러들여 몇 마디 말로 D계획의 실행을 결심하게 한다. 마지막에는 일본열도가 가라앉는 가운데 후추의 저택에서 논에 갇혀 숨을 거둔다.
하나에 (花枝)
와타리 노인의 신변을 돌보는 소녀 제5장 시점에서 23세.
나카타 카즈나리 (中田一成)
정보과학자이자 유키나가의 대학시절부터의 친구. D-1 계획의 멤버. 기혼자. 다도코로가 D-1 계획을 떠난 뒤에는 유키나가와 함께 끝까지 계획을 뒷받침한다. 정부와의 사이에 끼여 정확한 재해 정보는 컴퓨터로도 측정할 수 없다고 정부에 호소하였다 TV판에서는 외모가 조금 다르다.
구니에다 (邦枝)
총리부 비서관이자 유키나가의 친구. 와타리 노인과 동향. 와타리 노인의 우완적 존재, 정부나 타처로 중개한다. TV판에서는 오노데라와 대립하다가 후에
D2 계획을 협력하는 사이가 된다. D2 계획 해산후 일본에 남아있는 주민을 비릇해 오노데라 일행을 구조하게 된다.
유키 (結城)
오노데라의 절친한 친구로 같은 회사에 근무하는 조정자. 후에 오노데라의 권유로 D-1계획에 스카우트된다.
오노데라의 형 (小野寺の兄)
효고현의 친정에 사는 오노데라의 형. 캐나다 회사로부터 스카우트 제의를 받고 있다.
야마시로 (山城)
지질학자 T대 교수타처와 불화로 이전부터 그 연구를 냉소하고 있다. 시골에서는 전문분야에서는 우수하지만 시야가 좁다는 평을 듣는다. 다도코로와 의견충돌을 하곤 한다.
오스트레일리아 총리 (オーストラリア首相)
호주 총리로 와타리 노인과의 거래로 오스트레일리아에 일본 이민 수락을 승인한다. 유태인이자 나라를 잃은 일본인이 앞으로 유태인 같은 유랑의 백성이 됨으로써 시련이 오리라고 예견한다.
요시무라 (吉村)
해저개발 KK 부장, 출세를 노려 오노데라에 정략결혼을 권유한다. 일본 침몰 때는 스위스로 도망친다.

## 같이 보기
- 고마쓰 사쿄
- 일본이외 전부침몰
- 히구치 신지
- 일본 열도
- 와다쓰미 호
- 2011년 도호쿠 지방 태평양 앞바다 지진

## 참고 자료
- 요코타 준야, "SF사전"(광제당, 1977년)
- 고마쓰 사쿄, "SF에의 유언"(고분샤, 1997년)
- "출판 데이터 북"(출판 뉴스사, 1997년)
- 히구치 니오후미, "'모래의 그릇'과 '일본 침몰' 1970년대 일본의 초대형작 영화"(지쿠마 서점, 2004년)
- 고마쓰 사쿄·이오, "고마쓰 사쿄 매거진 제 23권"(가도카와 하루키 사무소, 2006년 - 해외판 '일본 침몰'에 대해)
- "키네마 순보"(키네마 순보사, 2006년 7월 하순호)